# Finnish Open 2015
Die Finnish Open 2015 fanden vom 2. bis zum 5. April 2015 in der Energia Areena in Vantaa statt. Es war die 18. Austragung dieser internationalen Meisterschaften von Finnland im Badminton.

## Medaillengewinner
| Disziplin    | Gold                                 | Silber                               | Bronze                                 |
| ------------ | ------------------------------------ | ------------------------------------ | -------------------------------------- |
| Herreneinzel | Vladimir Malkov                      | Eetu Heino                           | Valeriy Atrashchenkov                  |
| Herreneinzel | Vladimir Malkov                      | Eetu Heino                           | Steffen Rasmussen                      |
| Dameneinzel  | Beatriz Corrales                     | Febby Angguni                        | Anna Thea Madsen                       |
| Dameneinzel  | Beatriz Corrales                     | Febby Angguni                        | Mette Poulsen                          |
| Herrendoppel | Andrew Ellis Peter Mills             | Mathias Christiansen David Daugaard  | Bastian Kersaudy Gaëtan Mittelheisser  |
| Herrendoppel | Andrew Ellis Peter Mills             | Mathias Christiansen David Daugaard  | Baptiste Carême Ronan Labar            |
| Damendoppel  | Heather Olver Lauren Smith           | Delphine Lansac Émilie Lefel         | Lena Grebak Maria Helsbøl              |
| Damendoppel  | Heather Olver Lauren Smith           | Delphine Lansac Émilie Lefel         | Anastasia Kharlampovich Polina Voronko |
| Mixed        | Anatoliy Yartsev Evgeniya Kosetskaya | Gaëtan Mittelheisser Audrey Fontaine | Bastian Kersaudy Léa Palermo           |
| Mixed        | Anatoliy Yartsev Evgeniya Kosetskaya | Gaëtan Mittelheisser Audrey Fontaine | Ronan Labar Émilie Lefel               |